# Basetsana Kumalo
Basetsana Kumalo, geboren als Basetsana Makgalemele (Soweto, 29 maart 1974), bijnaam en naam van haar modemerk Bassie, is een Zuid-Afrikaans onderneemster, filantroop en presentatrice. Ze was in 1994 de tweede zwarte vrouw die tot Miss Zuid-Afrika werd verkozen.

## Biografie
Kumalo is een dochter van een buschauffeur en een lerares en werd geboren in Soweto. Als kind werkte ze net als veel kinderen in townships als straathandelaar. Deze ervaring zou naar haar mening een basis hebben gelegd onder haar latere zakelijke carrière.
Kumalo begon met een lerarenopleiding aan de Universiteit van Venda en werd ondertussen door haar moeder aangemeld voor een schoonheidswedstrijd. Eerst werd ze verkozen tot Miss Soweto en daarna tot Miss Black South Africa. In 1994, het jaar van de eerste democratische verkiezingen sinds de apartheid, werd ze uiteindelijk verkozen tot Miss Zuid-Afrika. Nog hetzelfde jaar vertegenwoordigde ze haar land tijdens de verkiezingen van Miss World.
Dankzij dit succes kwam ze in de gelegenheid mee te werken als presentatrice van een show over prominenten. Vervolgens kocht ze de helft van de aandelen van het productiebedrijf van de show dat in 1999 een fusie aanging met het mediaconcern Union Alliance. Hierop breidde ze haar ondernemersactiviteiten uit en bracht ze onder haar bijnaam Bassie zonnebrillen, een modelijn en cosmetica uit. Verder handelt ze in onroerend goed en zit sinds 2005 ook in kolenmijnen.
Ze is lid van meerdere raden van commissarissen en voorzitter van het verbond van Zuid-Afrikaanse zakenvrouwen en zet zich in voor liefdadigheidsorganisaties. In 2004 eindigde ze op plaats 74 in verkiezing van Great South Africans.